# National Association of Intercollegiate Athletics

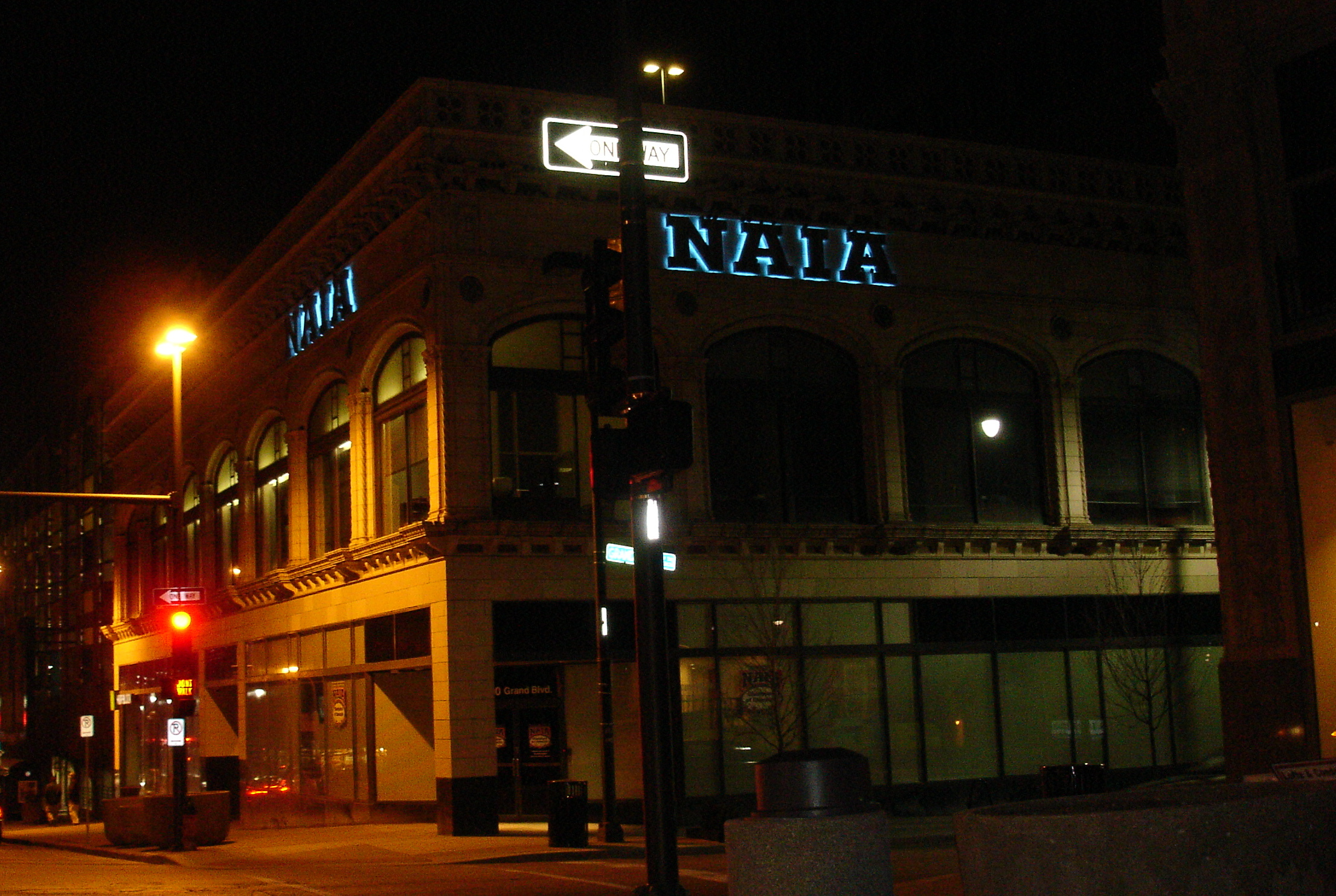
National Association of Intercollegiate Athletics, Hauptsitz in Kansas City, Missouri, USA (2008)

Die National Association of Intercollegiate Athletics (NAIA) ist ein US-amerikanischer Sportverband für Hochschulsport. In ihm haben sich kleine und mittlere Colleges zusammengefunden. Der Verband sieht sich in der Tradition des von James Naismith 1937 gegründeten National College Basketball Tournaments stehend, das damit zwei Jahre älter als das Pendant der NCAA ist. Die eigentliche Gründung der NAIA geht auf die National Association of Intercollegiate Basketball zurück, welche am 10. Mai 1940 in Kansas City gegründet wurde. Ihr heutiges Hauptquartier hat sie in Olathe, einem Vorort von Kansas City.

## Geschichte
Der ursprüngliche Zweck der NAIA bestand darin, eine nationale Basketballmeisterschaft für kleinere Hochschulen zu organisieren, die gegen die großen Hochschulen der NCAA keine Chance haben. 1952 wurde die NAIB in die NAIA umgewandelt und unterstützte weitere Sportarten. Frauenwettbewerbe wurden schließlich 1980 in Folge von Title IX dazugenommen. Als die NCAA 1973 schließlich auch eine Division II und III gründete, verlor die NAIA fortlaufend Hochschulen an den Konkurrenzverband und legte selbst seine Divisionen I und II 1997 wieder zusammen. Im November 2021 waren 252 Institutionen Mitglied in der NAIA.
1948 war die NAIB die erste nationale Sportorganisation, die ihr Postseason-Turnier nach der Saison auch für Integrationsteams mit schwarzen und weißen Spielern öffnete. Der Indiana-State-University-Coach John Wooden, später als Trainer der UCLA eine Legende, setzte Clarence Walker in Kansas City, MO am 9. März 1948 im NAIB-Tournament ein. Walker durfte jedoch nicht im Hotel seines Teams übernachten und musste privat untergebracht werden. Ursprünglich wollte Wooden aus diesem Grund die Einladung wie bereits 1947 ablehnen, wurde aber von der National Association for the Advancement of Colored People (NAACP) gebeten, dennoch anzutreten. Erst 1953 öffnete sich die NAIB zusammen mit der Umbenennung in NAIA den traditionell schwarzen Colleges und Universitäten. 1957 gewann mit Tennessee A&I (heute Tennessee State University) erstmals ein historisch schwarzes College ein nationales Basketball Tournament. Erst Coach John McLendons Team integrierte auf Anraten Chuck Taylors mit Hilfe von NAIA-Geschäftsführer Alva Duer die Hotels in Kansas City.
Zunächst gab es bis 1984 ebenfalls eine Eishockey-Meisterschaft für Männer. Nach über 30 Jahren Unterbrechung wurde diese 2017 wieder begründet und in der ersten Spielzeit nach der Pause vom Aquinas College gewonnen.
Heute (Stand Juni 2024) werden von der NAIA folgende Sportarten organisiert
Frauen und Männer: Basketball, Bowling, Geländelauf, Fußball, Golf, Leichtathletik (im Freien und in der Halle), Ringen, Schwimmen und Tauchen, Tennis, Volleyball
nur Männer: American Football, Baseball
nur Frauen: Flag Football, Softball
weiterhin: Cheerleading (wettkampfmäßig), Tanzen (wettkampfmäßig)